# 主星 (天文學)
主星 (或引力主星)是受到萬有引力約束的多體系統中的主要物體。這個物體擁有系統中大部分的質量，並且通常位於系統的質量中心。
在太陽系，太陽是所有天體繞行的主星。相同的道理 (方式)，衛星 (無論是天然衛星或人造衛星) 的主星是它們繞行的行星。主星這個字通常是用來避免指定最靠近質量中心的天體是行星、恆星或其它類型的天體。在這個意義上，主星永遠被當成名詞。 

太陽系的重心相對於太陽的運動。

質量中心是天體所有質量平衡的平均位置。太陽的質量非常的巨大，以致於太陽系的質量中心非常接近太陽的中心。但是，這些足夠遙遠的氣體巨星仍然能將太陽系的質量中心移至太陽的外面，儘管太陽擁有太陽系絕大部分的質量。
一個有趣的例子是被稱為主星的冥王星和它的衛星，凱倫。這襖面兩顆天體的質量中心 (或是重心) 永遠在冥王星表面之外。這已經使得一些天文學家將冥王星的系統稱為聯矮行星或是雙行星，而不將它們視為矮行星 (主星) 和它的衛星。在2006年，國際天文聯合會曾經短暫的認為可以正式定義雙行星這個項目，並將冥王星列入其中，但是這個項目最後沒有獲得認同。
在太陽系之外，主星這個名詞的使用不是很明確的。天文學家尚未檢測到任何環繞著系外行星的物體 (反過來，環繞著母星的軌道)。所以在一些主星不明確的軌道，重心依然是曖昧不明的。相似的，在科學期刊中也不會使用主星來表示在多數星系中心的超大質量黑洞。

## 註解
1. ↑  .   [2011-01-08]. （原始内容存档于2010-12-23）.